# Flumazenil
Flumazenil je lijek koji se koristi kao antidot (protuotrov) kod predoziranja benzodiazepinima i Z-lijekovima.
Predoziranje benzodiazepinima (kao i ostalim depresorima središnjeg živčanog sustava) potencijalno je fatalno zbog respiratorne depresije (i posljedičnog gušenja) koju uzrokuju. 
Po kemijskoj strukturi je derivat imidazobenzodiazepina.
Djeluje kao parcijalni inverzni agonist benzodiazepinskog receptora (alosteričko vezno mjesto GABAA receptora). Vezanjem za receptor dolazi do stabilizacije inaktivirane forme GABAA receptora i posljedičnog smanjenja vezanja GABA na receptor.